# Templo y exconvento de San Agustín (Atotonilco el Grande)
El templo y exconvento de San Agustín, en Atotonilco el Grande, estado de Hidalgo, México; está considerado la primera construcción agustina en el Estado de Hidalgo. Su fundación se remonta a 1536, pero la construcción por orden de fray Juan de Sevilla se realizó entre 1542 y 1562. Es de estilo plateresco. Su retablo principal está adornado con motivos barrocos y pinturas al fresco. Destacan las obras pictóricas del cubo de la escalera que muestran a San Agustín rodeado de los clásicos griegos y latinos: Sócrates, Aristóteles, Platón, Séneca, Cicerón y Pitágoras.

## Historia

Detalle de la fachada principal del templo.

La conquista de México por Hernán Cortés, quedó consumada con la rendición de Tenochtitlán el 13 de agosto de 1521. El trabajo de evangelización en la Nueva España empezó en 1524 cuando arribaron doce franciscanos, en 1526 el mismo número de dominicos y en 1533 siete agustinos. En el estado de Hidalgo empezó cuando los franciscanos llegaron a Tepeapulco en 1527 y los agustinos legan a Atotonilco el Grande y Metztitlán en 1536.
En 1536, la Orden Agustina celebró un capítulo, en el cual decidieron emprender la evangelización de los otomíes que del Valle del Mezquital; de los indígenas de la Sierra Alta y, a través de la misma, alcanzar la región Huasteca. La misión apostólica fue encomendada a fray Alonso de Borja, quien fundó el convento de Atotonilco el Grande, ayudado por sus condiscípulos Gregorio de Salazar y Juan de San Martín. De acuerdo a Juan de Grijalva, Borja, fue el primer religioso en predicar en idioma otomí.
El primer edificio construido era muy pobre, después de la muerte de Borja, en 1542, ocupa su lugar Fray Juan de Sevilla. Fecha en la que empieza la construcción del convento, terminando en 1562. La construcción debió estar lo suficientemente avanzada, pues en 1546 consta en una inscripción que existe en las bóvedas de la nave.
Fray Alonso de la Veracruz, impulsó las actividades del convento incluyendo capítulos provinciales en su interior. Alojó a los participantes de un curso de Artes, en el periodo comprendido entre 1546 y 1548. En 1551 se llevó a cabo un capítulo general de la Provincia, repitiéndose tal evento en el año de 1566. Secularizada el 15 de noviembre de 1754, fue desde designada parroquia de la vicaría foránea de Mineral del Monte.
El proyecto del Geoparque Comarca Minera que busca dar valor al patrimonio geológico, minero, arqueológico y cultural de la región de la Comarca Minera; fue designado de manera oficial dentro de la Red global de geoparques de la Unesco, el 5 de mayo de 2017, quedando el Convento de San Agustín como uno de los treinta y un geositios del proyecto.

## Arquitectura

### Templo

Interior del templo.

Interior del templo.

La fachada principal del templo da vista al oriente. Su portada, en tres cuerpos, puede inscribirse en la corriente plateresca, con algunos detalles renacentistas. El primer cuerpo, es ocupado por la puerta de entrada, se forma por un arco de medio punto flanqueado por dos pares de columnas con capiteles compuestos; remata por un friso tallado con querubines. En los espacios entre columnas se observan relieves al centro de cada casetón. También se han colocado dos efigies de San Pedro, reconocible por llevar en su mano derecha las llaves del cielo; y San Pablo por una espada, símbolo de su martirio.
El segundo cuerpo, con seis pilastras, tiene un nicho central, y otros dos más pequeños, góticos. En el tercer cuerpo se encuentra una ventana de medio punto; n par de medias columnas descansan sobre las pilastras del centro, enmarcando la ventana cuyo cerramiento soporta un remate en forma de concha.
Culmina la fachada una torre de campanario de 1850 y una espadaña, de tres vanos, reconstruida hacia 1985. Fue descubierta hace pocos años la capilla abierta, antes clausurada, a la derecha de la portada. Sendas medias columnas, con sus extremos tallados con flores, sostienen el arco de la misma.
El templo es de planta rectangular, de una sola nave cubierta con bóveda de cañón seguido, con excepción del ábside o presbiterio que, más angosto que la nave, se cubre con bóveda de crucería más alta y con nervaduras ojivales. El espacio está precedido por el área del coro, con una bóveda nervada, que parte de semicolumnas adosadas en los muros laterales, y un arco sumamente rebajado.
El presbiterio está determinado por un arco de medio punto con arquivolta moldurada, cuya ornamentación sigue de las impostas a las jambas; se halla sobre una plataforma de 0.80 m de altura, con una escalinata semicircular de siete escalones. El altar mayor es un basamento con cuatro peldaños; en la meseta del último se levantan seis columnillas que soportan una media naranja que descansa en un entablamento.

### Claustro

En contigüidad de la iglesia por el lado sur, está el convento. El claustro, esta distribuido en dos niveles, fue construido en los mismos años que la portada de la iglesia; se compone por cuatro arcos de medio punto en ambas plantas. La cubierta de la planta baja es de viguería: la correspondiente al nivel superior es una bóveda de cañón con las esquinas techadas igualmente con bóveda, muy peraltada, que sustituyó a la primitiva cubierta de madera. Una de las características más notables del claustro de Atotonilco el Grande es el empleo de esferas talladas, llamadas pomas góticas, como decoración en bases y cornisas.

## Pintura mural
La pintura mural fue descubierta en gran parte por Luis Sagaón Espinosa en 1951. Anteriormente se sabía que en la portería del estaban retratados, de Juan de Sevilla y Antonio de Roa, pues así lo refiere Grijalva.

### Pintura del claustro
En el claustro bajo se encuentra una franja con motivos vegetales. En el muro oriente se representó una correa agustiniana, con rosquillas, “a manera de serpiente”. El cinturón de San Agustín es una iconografía muy socorrida en las fundaciones novohispanas. Representa el celibato y la castidad solicitada a los miembros de la orden.
Saliendo del cubo de las escaleras hacia el claustro, en el ángulo noreste se encuentran pinturas de la Crucifixión y la Transfixión. En el ángulo noroeste se pintó un ermitaño, imberbe, con hábito y en posición yacente; tal vez es una representación de San Agustín. En el ángulo surponiente se encuentran pinturas de  La Piedad, y el El Santo Sepulcro. En el ángulo suroriente se encuentra El Descendimiento y  La Resurrección.

### Pintura del cubo de escalera
El espacio del cubo de las escaleras es uno de los más interesantes e importantes en la historia del arte novohispano, y puede ser equiparado en relevancia con el del convento de Actopan. El tema principal de la pintura es la vida de San Agustín.
En el muro poniente se encuentran en la esquina superior izquierda, San Agustín, aceptando la bendición de San Ambrosio; en la squina superior derecha, el bautizo de San Agustín; en la parte inferior un grupo de frailes agustinos identificados con los primeros siete que arribaron a la Nueva España. En el muro norte en la sección superior sobre el descanso con la conversión de San Agustín. En el murete de la escalera un pasaje del Libro de Job. 
En el muro oriente, en la esquina superior izquierda, un personaje probablemente identificado como San Antonio Abad; en la esquina superior derecha: Un barco lleva a San Agustín y sus discípulos a africano; en la esquina inferior izquierda: Agustín y su amigo Alipio, conversando.
En la parte central, bajo la ventana: un paisaje de árboles; en la esquina inferior derecha: Santa Mónica, madre de Agustín. En el muro sur, en la esquina superior izquierda: escena de la muerte de San Agustín; en la esquina superior derecha: Dominada por la efigie de San Agustín, con sus atributos de Obispo y en la parte inferior: San Agustín rodeado por seis filósofos clásicos griegos y latinos: Sócrates, Aristóteles, Platón, Séneca, Cicerón y Pitágoras.